# Tiopês
O tiopês é um socioleto nascido na década de 2000 nas comunidades de internet brasileiras que foi grandemente utilizado pelos adolescentes no meio online. É caracterizado pelo excesso de erros ortográficos, ausência de sinais de pontuação e erros de digitação propositais. Socioletos deste tipo não são exclusividade da língua portuguesa, havendo versões semelhantes no inglês, russo, filipino e outros idiomas.

## Origens
A etimologia do tiopês remete a "tiop", que é como a palavra "tipo" era comumente escrita neste socioleto. Acredita-se que o tiopês tenha surgido a partir de dois outros socioletos, o mistês e o alechat. O mistês foi criado em 2001 por blogueiros brasileiros que costumavam promover salas de bate-papo global (mIRC), onde o grande volume de mensagens escritas freneticamente produzia grande quantidade de erros ortográficos, que acabaram por virar moda nestes ambientes. Já o alechat nasceu numa comunidade de Orkut depois que o usuário Ale Crescini se popularizou pela grande quantidade de erros de digitação e de escrita. Outra linguagem que deve ter influenciado sua ascensão era a utilizada nas tirinhas Cersibon, que usavam uma variação do socioleto garble.

### Popularização
Rapidamente, o novo estilo de se comunicar na internet popularizou e, com isso, algumas pessoas passaram a se apropriar do socioleto e exagerá-lo, escrevendo textos praticamente incompreensíveis, o que desagradou alguns de seus "adeptos". Misto Eleazar, blogueiro popular que deu o nome ao mistês e que foi um dos fundadores do tiopês, tachou esta variação exacerbada como "lixo nuclear".

## Características
Uma frase em tiopês surge de pesadas transformações da norma culta da língua portuguesa. São transformações comuns:
- Omissão de acentos e hifens.
- Trocar de lugar a última e a penúltima letra de alguma palavra: "fermento" vira "fermenot";
- Substituir letras ou duplas de letras por outras que representam ou podem representar o mesmo fonema: "você" vira "vose", ou "jeito" vira "geito";
- Substituir letras por outras que representam fonemas distintos: "amigo" é frequentemente escrito como "amico";
- Reescrever palavras para que se pareçam com sua pronúncia, embora quase totalmente distintas da grafia padrão: "completam" vira "completao", "meu Deus" vira "meldels", "tchau" vira "tshal";
- Suprimir vogais quando são precedidas por consoante que, soletrada, termina com a mesma vogal que a sucede na palavra: "parente" vira "parent", "capacete" vira "kpacete";
- Omitir letras que não alteram a pronúncia da palavra: "quero" vira "qero", "alguém" vira "algem";
- Substituir letras por algarismos, quando a pronúncia do número pode ser encaixada na palavra: "vocês" vira 6, "cacete" vira "k7".